# Shin Campos
Shin Campos – kanadyjski snowboardzista. Nie startował na igrzyskach olimpijskich ani na mistrzostwach świata w snowboardzie. Najlepsze wyniki w Pucharze Świata osiągnął w sezonie 1997/1998, kiedy to zajął 34. miejsce w klasyfikacji generalnej, a w klasyfikacji snowcrossu był piąty.

## Sukcesy

### Puchar Świata

#### Miejsca w klasyfikacji generalnej
- 1996/1997 - 127.
- 1997/1998 - 34.

#### Miejsca na podium
1. Whistler – 14 grudnia 1997 (Snowcross) - 2. miejsce